# Гремячевский район
Гремячевский район — административно-территориальная единица в составе Тульской губернии, Московской области и Тульской области РСФСР, существовавшая в 1924—1927 и 1946—1958 годах. Административный центр в 1924—1926 годах — Холтобино, с 1926 — Гремячее.
Был образован в 1924 году в составе Венёвского уезда Тульской губернии под названием Холтобинский район.
В 1926 году все уезды Тульской губернии были упразднены и Холтобинский район перешёл в прямое подчинение Тульской губернии; при этом он был переименован в Гремячевский район, а его центр перенесён в село Гремячее. В это время уезд включал 22 сельсовета, 56 селений, 5453 двора и 33 687 жителей.
11 июля 1927 года Гремячевский район был упразднён. При этом Холтобинский и Шишловский сельсоветы были переданы в Венёвский район.
Указом Президиума Верховного Совета РСФСР от 23 марта 1946 года и Решением Мособлисполкома от 29 апреля того же года Гремячевский район был восстановлен в составе Московской области путём выделения из Кимовского района. В его состав вошли сельсоветы: Беломестный, Березовский, Гремячевский, Лунинский, Ольховецкий, Осановский, Петро-Избищенский, Пусташевский, Савинский и Спасский.
3 декабря 1953 года в Гремячевском районе был образован рабочий посёлок Сокольники.
Решением Гремячевского райисполкома от 16 июня 1953 года, Решением Мособлисполкома от 14 июня 1954 года и Указом Президиума Верховного Совета РСФСР от 18 июня 1954 года были упразднены Беломестный, Ольховецкий, Петро-Избищенский, Пусташевский и Савинский сельсоветы. Территория Беломестного сельсовета была передана в состав Осановского сельсовета, территория Ольховецкого сельсовета — в состав Спасского сельсовета, территория Петро-Избищенского сельсовета — в состав Спасского сельсовета, территория Пусташевского сельсовета — в состав Берёзовского сельсовета, территория Савинского сельсовета — в состав Лунинского сельсовета.
22 июня 1954 года из Спасского сельсовета в Лунинский было передано селение Алмазово.
Указом Президиума Верховного Совета РСФСР от 27 марта 1957 года Гремячевский район был передан в состав Тульской области.
Решением Мособлисполкома от 4 апреля 1957 года Гремячевский район был исключён из состава Московской области.
Решением Тулоблисполкома от 7 января 1958 года из Венёвского района в Гремячевский был передан Шишловский сельсовет, а из Урусовского с/с Венёвского района в Шишловский с/с Гремячевского района были переданы селения Роговиковка, Хлопово и Холтобино.
Решением Тулоблисполкома от 20 мая 1958 года из Лунинского сельсовета в Берёзовский были переданы селения Матовский Сад, Савино и Яцкое.
29 мая 1958 года рабочий посёлок Сокольники получил статус города районного подчинения.
1 августа 1958 года Гремячевский район был упразднён, а его территория (город Сокольники, Березовский, Гремячевский, Лунинский, Осановский, Спасский и Шишловский сельсоветы) передана в Сталиногорский район.